# Санто-Стефано-д'Авето
Санто-Стефано-д'Авето (італ. Santo Stefano d'Aveto, ліг. San Steva d’Aveto) — муніципалітет в Італії, у регіоні Лігурія,  метрополійне місто Генуя.
Санто-Стефано-д'Авето розташоване на відстані близько 390 км на північний захід від Рима, 45 км на схід від Генуї.
Населення — 1143 особи (2014).

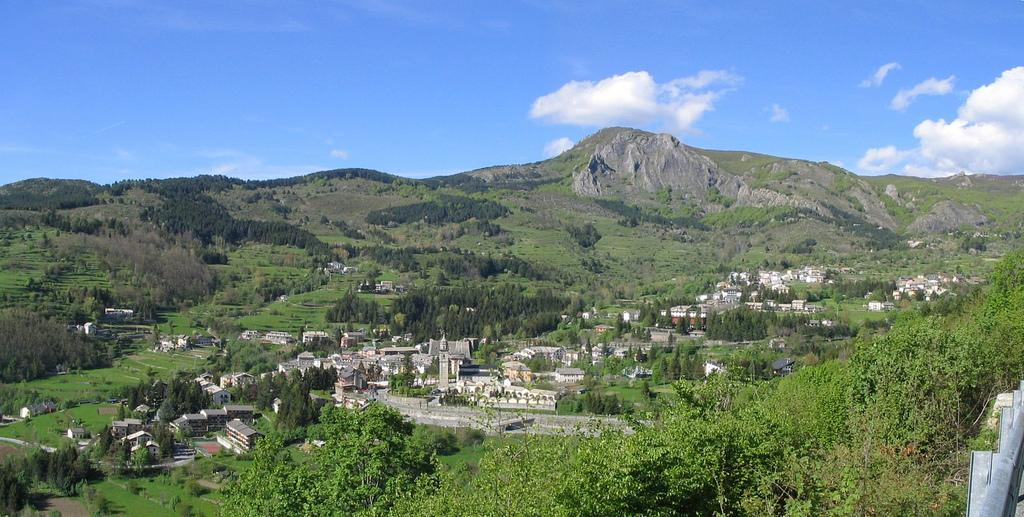

Щорічний фестиваль відбувається у неділю після 16 серпня. Покровитель — Nostra Signora di Guadalupe.

## Демографія
Населення за роками:

Станом на 1 січня 2023 року в муніципалітеті офіційно проживали 24 іноземці з 8 країн, серед них 4 громадяни країн Євросоюзу та 2 громадяни України.

## Сусідні муніципалітети
- Бедонія
- Борцонаска
- Феррієре
- Реццоальйо
- Торноло